# جرج چپمن (بازیکن فوتبال، زاده ۱۹۲۰)
جرج چپمن (انگلیسی: George Chapman; ۸ اکتبر ۱۹۲۰ – آوریل ۱۹۹۸ (aged 77)) بازیکن فوتبال اهل بریتانیا بود.
از باشگاه‌هایی که در آن بازی کرده‌است می‌توان به باشگاه فوتبال وست برومویچ آلبیون، باشگاه فوتبال برایتون اند هوو آلبیون، و باشگاه فوتبال تونبریج آنجلز اشاره کرد.